# Samuel Daniel
Samuel Daniel (Taunton, 1562 – Beckington, 14 ottobre 1619) è stato un poeta inglese.

## Biografia
Figlio di un maestro di musica, Samuel Daniel studiò letteratura e filosofia all'Università di Oxford.
Al 1592 risale The Complaint of Rosamond, il suo primo lavoro poetico. Del 1595 è il poema storico in ottava rima First Four Books of the Civil Wars, il cui tema è la guerra delle due rose.
Opera più matura stilisticamente, Poetical Essays, è del 1599, anno nel quale fu insignito del titolo di Poet Laureate.